# Taman Lawang
Taman Lawang (Jardins Masse en français) est un film indonésien réalisé par Aditya Gumai Asye Saulina Berti, sorti en Indonésie le 7 novembre 2013
Ce film parodique raconte sur le ton de la comédie les rigueurs des travestis dans Lawang parc contraints de se vendre pour des raisons économiques. Il met en vedette Olga Syahputra et Nikita Mirzani. Directeur et producteur exécutif Aditya Gumai Asye Saulina Berti a pris des mois juste pour convaincre Olga Syahputra si la volonté d'agir dans ce film. 
"Chand Kelvin", l'un des acteurs qui agissent en tant que transgenres dans le film "Taman Lawang", révèle que jouer est devenu trans a son propre niveau de difficulté. Il a beaucoup à apprendre si son maximal d'acteur. Il a également voulu montrer l'autre côté d'un travesti qui ne connaissent pas les foules.

## Synopsis
une journaliste élucide le meurtre d'un transgenre.

## Fiche technique
genre : comédie horrifique

## Distribution
- Olga Syahputra ainsi que le protagoniste nommé Cynthia et producteur.
- Nikita Mirzani
- Bobby Tience
- Ferry Irawan
- Angie Virgin
- Tarra Budiman
- Chand Kelvin
- Jony Billy